# Sol Badguy
 Sol Badguy ( ソル＝バッドガイ Soru Baddogai) è un personaggio immaginario appartenente alla serie di videogiochi Guilty Gear prodotti da Arc System Works, di cui è il personaggio principale.
Sol è collegato a molteplici personaggi, primo fra tutti il suo rivale e amico Ky Kiske, sua figlia Dizzy e suo nipote Sin Kiske (affidatogli da Ky). Daisuke Ishiwatari, creatore della serie, è il doppiatore di Sol.

## Creazione e sviluppo

### Profilo
Sol Badguy è alto 184 centimetri, pesa 74 chili e il suo Gruppo sanguigno è AB. La sua età precisa è sconosciuta.
Il suo hobby è ascoltare la band Queen, in particolar modo il loro album Sheer Heart Attack.
Detesta chi si impegna.

## Biografia immaginaria

### Order-Sol
Order-Sol è l'alter ego e versione alternativa di Sol del passato, quando era ancora un Cavaliere.